# 2004 en Alberta
Chronologie de l'Alberta
- 2000
- 2001
- 2002
- 2003
- 2004
- 2005
- 2006
- 2007
- 2008

Cette page concerne des événements qui se sont produits durant l'année 2004 dans la province canadienne de l'Alberta.

## Politique
- Premier ministre : Ralph Klein du parti Progressiste-conservateur
- Chef de l'Opposition : Kevin Taft  (du 27 mars 2004 au 14 décembre 2008, Libéral)
- Lieutenant-gouverneur :  Lois Hole.
- Législature :

## Événements
- 22 novembre : élection générale en Alberta — L'Association progressiste-conservateur conserve sa majorité à l'Assemblée législative.